# Krzysztof Mikołajczak
Krzysztof Mikołajczak (Varsovia, 5 de octubre de 1984) es un deportista polaco que compitió en esgrima, especialista en la modalidad de espada.
Ganó una medalla de bronce en el Campeonato Mundial de Esgrima de 2009 y cinco medallas en el Campeonato Europeo de Esgrima entre los años 2004 y 2013.

## Palmarés internacional
| Campeonato Mundial | Campeonato Mundial     | Campeonato Mundial | Campeonato Mundial |
| Año                | Lugar                  | Medalla            | Prueba             |
| ------------------ | ---------------------- | ------------------ | ------------------ |
| 2009               | Antalya (Turquía)      | Medalla de bronce  | Espada por equipos |
| Campeonato Europeo |                        |                    |                    |
| Año                | Lugar                  | Medalla            | Prueba             |
| 2004               | Copenhague (Dinamarca) | Medalla de plata   | Espada por equipos |
| 2005               | Zalaegerszeg (Hungría) | Medalla de oro     | Espada por equipos |
| 2006               | Esmirna (Turquía)      | Medalla de plata   | Espada por equipos |
| 2007               | Gante (Bélgica)        | Medalla de plata   | Espada por equipos |
| 2013               | Zagreb (Croacia)       | Medalla de bronce  | Espada individual  |